# Arrondissement Sarrebourg-Château-Salins
Sarrebourg-Château-Salins is een arrondissement van het Franse departement Moselle in de regio Grand Est. Het arrondissement is ontstaan in 2016 uit de voormalige arrondissementen Château-Salins en Sarrebourg. De onderprefectuur is Sarrebourg.

## Kantons
Het arrondissement is samengesteld uit de volgende kantons:
- Kanton Phalsbourg
- Kanton Sarrebourg
- Kanton Le Saulnois